# 렁춘잉
렁춘잉(중국어: 梁振英, 월병: Loeng4 Zan3jing1 렁잔잉[*], 한어 병음: Liáng Zhènyīng 량전잉[*], GBM, JP, 1954년 8월 12일 영국령 홍콩 ~ ) 또는 CY Leung는 제3대 중화인민공화국 홍콩특별행정구 행정장관이자, 중국인민정치협상회의 상임위원이며, 제2대 홍콩특별행정구 행정회의 의장소집이었다..

## 학력
- ~ 1974년 홍콩공과대학교
- 1977년 웨스트잉글랜드대학교 상업관리학 박사

## 경력
- 중국 홍콩시립대학교 이사회 이사장
- 1999년 ~ 2008년 중국 링난대학교 이사회 이사장
- 제10대 중국인민정치협상회의 의원
- 제11대 중국인민정치협상회의 의원
- 1996년 홍콩 임시입법회 의원
- 1999년 ~ 2011년 10월 홍콩 행정회의 의장
- 2012년 7월 ~ 2017년 7월 제3대 홍콩 행정장관

## 역대 선거 결과
| 선거명      | 직책명          | 대수 | 정당   | 득표율 | 득표수 | 결과 | 당락 |
| ----------- | --------------- | ---- | ------ | ------ | ------ | ---- | ---- |
| 2012년 선거 | 홍콩의 행정장관 | 3대  | 무소속 | 65.62% | 689표  | 1위  |      |

## 같이 보기
- 홍콩의 정치
- 캐리 람